# Conus dormitor
Conus dormitor é uma espécie de gastrópode do gênero Conus, pertencente a família Conidae.